# Volby 2016
V roce 2016 se konaly tyto volby:

## Evropa

### Bulharsko
- prezidenta – Prezidentské volby v Bulharsku (2016)

### Česko
- do třetiny Senátu – Volby do Senátu Parlamentu České republiky 2016
- do krajských zastupitelstev – Volby do zastupitelstev krajů v Česku 2016

### Gruzie
- do parlamentu – Parlamentní volby v Gruzii 2016

### Moldavsko
- prezidenta – Prezidentské volby v Moldavsku (2016)

### Německo
- zemské – Bádensko-Württembersko, Meklenbursko-Přední Pomořansko, Berlín, Porýní-Falc, Sasko-Anhaltsko

### Rakousko
- prezidenta – Prezidentské volby v Rakousku 2016

### Rusko
- do Státní dumy – Ruské parlamentní volby 2016

### Slovensko
- do Národní rady – Parlamentní volby na Slovensku 2016

## Amerika

### Spojené státy americké
- prezidenta – Volby prezidenta USA 2016